# کاوارسکاس
کاوارسکاس (به لاتین: Kavarskas) در لیتوانی با جمعیت ۷۰۷ نفر است که در اوکشتایتیا واقع شده‌است.